# Куварзіна Юлія Анатоліївна
Юлія Анатоліївна Куварзіна (нар.. 14 липня 1975) — російська актриса театру і кіно.
Внесена до «чистилища» бази «Миротворець».

## Життєпис
Юлія Куварзіна народилася і виросла в Москві. Мама працювала вчителькою, а батько професійно займався геологією, однак їх дочка з дитинства мріяла про кар'єру актриси. Все почалося з того, що маленьку Юлю запросили на одну з центральних ролей в дитячому художньому фільмі «Пеппі Довгапанчоха». Тоді батьки заборонили дівчинці зніматися, але магія мистецтва посіяла зерно любові в серці Юлії.
У шкільні роки відвідувала художню студію — вчилася малювати. Деякий час займалась у секції спортивної гімнастики.
У 1998 році Юлія Куварзіна закінчила Школу-студію МХАТ (курс Олега Табакова), в тому ж році була прийнята до складу трупи Театру на Таганці. І нині працює в театрі на Таганці. Ведуча програми «Невипадкові зустрічі» (телеканал «Південно-захід»).
Популярність їй принесла роль в серіалі «Не народися вродливою», де вона зіграла одну з працівниць фірми «Зима-літо» Тетяну Пончєву. Як зізналася актриса, робота в серіалі «Не родись красивою» була для неї великою удачею, оскільки вдалося засвітитися в популярному проекті і звернути на себе увагу публіки та режисерів.
Також Юлія Куварзіна відома за роллю Насті (дружини Льоні) в серіалі "Вороніни. Цей проект зробив актрису широко популярною та улюбленицею глядачів.
Як педагог викладає в Школі-студії МХАТ.

## Особисте життя
З 7 березня 2008 року Юлія Куварзіна вийшла заміж за актора Олексія Аптовцева (нар.. 1975). До весілля дев'ять років мешкали разом. У подружжя є донька Єлизавета (нар.. 7 травня 2008).
У 2017 році актриса радикально схудла — їй вдалося скинути близько 20 кілограм. За словами Юлії, схуднути вона змогла завдяки фітнесу та правильному харчуванню. Актриса звернулася за допомогою до дієтолога, який спеціально для неї розробив систему дрібного харчування. Юлія Куварзіна відмовилася від мучного, солодкого, смаженого і навіть від солі. І результат не змусив себе довго чекати.

## Громадська позиція
Юлія Куварзіна свідомо порушила державний кордон України з метою проникнення до окупованого Росією Криму. Три дні з 9 по 11 березня 2017 року вона разом з іншими акторами незаконно гастролювала кримськими містами Севастополем, Сімферополем та Ялтою, граючи на сцені у спектаклі «Ох вже ця звичка одружуватися».

## Творчість

### Театр на Таганці
- «Добра людина з Сезуана» — Дружина.
- «Будинок на набережній».
- «Марат та маркіз де Сад» — Донька Кульмьє.
- «Майстер і Маргарита» — Співробітниця міської видовищної філії, Наташка, Московська кравчиня.
- «Шарашка» — Надя, дружина Нержіна, Клара.
- «Хроніки» — 2-га шинкарка, Принц Вельський.
- «Євгеній Онєгін».
- «Дванадцята ніч» — Олівія.
- «Шикарне весілля»
- «Палата бізнес класу»
- «Непроханий гість»

## Фільмографія
- 2002 — Лінія захисту — Інга
- 2003 — Час — гроші — Сонечка
- 2004 — Конвалія срібляста 2 — Ніна
- 2005 — Віола Тараканова. У світі злочинних пристрастей 2
- 2005 — Даша Васильєва. Любителька приватного розшуку-4 — прибиральниця Світлана
- 2005 — 2006 — Не народися вродливою — Тетяна Пончєва
- 2007 — Особисте життя доктора Селіванової — Оля Авдєєва
- 2007 — Подорож у закоханість — Віра
- 2008 — Дівчинка моя
- 2008 — Лід у кавовій гущі — Катя
- 2008 — Переможець — Катя Ромашкіна
- 2008 — Найкращий вечір — Марина Завойська
- 2009 — Аптекар — Тетяна
- 2009 — 2017 — Вороніни — Анастасія Вороніна, друга дружина Льоні
- 2010 — Гаражі — повна блондинка
- 2010 — Дворик
- 2010 — Точка кипіння — Зоя
- 2010 — 2011 — Одна за всіх — секретарка, подруга Оксани «Пиріжок».
- 2011 — Дівоче полювання — співробітниця компанії
- 2011 — Метод Лаврової — Люба
- 2011 — Товариші поліцейські — Олеся
- 2011 — У кожного своя війна — Сусідка по комуналці
- 2011 — 2013 — Лісник (телесеріал) — Олена Захарова
- 2012 — Інспектор Купер — Олена
- 2012 — Метод Фрейда — Анжела
- 2012 — Господиня «Білих ночей» — Юлія
- 2013 — Полярний рейс — Маша
- 2013 — Я — Ангіна — Тітка Клара
- 2013 — Боцман Чайка
- 2014 — Давай поцілуємося — Віра Вилкіна
- 2014 — Кат — Єлизавета Вікторівна
- 2015 — За чужі гріхи — Фаїна
- 2016 — Негідник
- 2017 — Лісник. Своя земля
- 2017 — Зворотна сторона любові
- 2018 — Осколки